# Jordi Escura
Jordi Escura Aixàs, dit Jordi Escura, né le 19 avril 1980 à Andorre-la-Vieille en Andorre, est un footballeur international andorran, évoluant au poste de défenseur. 
Il joue actuellement pour le club espagnol du FC Alcarràs.

## Biographie

### Club
Depuis la saison 2011-12, il est également l'un des trois kinésithérapeutes de l'équipe de l'Espanyol Barcelone. Auparavant, il était l'un des kinésithérapeutes de l'équipe de l'UE Lleida de 2005 à 2011. En 2011, le club dépose le bilan.

### Sélection
Jordi Escura est convoqué pour la première fois par le sélectionneur national Miluir Macedo pour un match amical face au Brésil le 3 juin 1998 (défaite 3-0). Il entre à la 83e minute à la place d'Agusti Pol.
Il compte 66 sélections et 0 but avec l'équipe d'Andorre entre 1998 et 2011.